# Sergio Gimeno Blas
Sergio Gimeno Blas (* 22. April 1972) ist ein ehemaliger spanischer Biathlet und Skilangläufer.
Sergio Gimeno startete für den Militärsportclub E.M.E.M. Er gewann ab 2005 12 Medaillen bei Spanischen Biathlon-Meisterschaften. 2006 gewann er in allen vier Meisterschaftsrennen Medaillen, je zwei im Sommer und im Winter. Den ersten und einzigen Titel gewann Gimeno beim Sommerbiathlon-Sprint 2008. International startete er 2007 in mehreren Europacuprennen. Sowohl in Turin als auch in Forni Avoltri erreichte er mit 76. Plätzen in Sprintrennen seine besten Resultate. Hinzu kam ein zehnter Rang in einem Staffelrennen in Forni Avoltri.
Von 2005 bis 2010 nahm Gimeno auch an den Skilanglauf-Meisterschaften an und verpasste dabei 2010 über 10 Kilometer Freistil als Vierte knapp eine Medaille. 2007 wurde er in einem FIS-Rennen über 10 Kilometer Freistil Achter. Bei den Militär-Skiweltmeisterschaften 2008 erreichte er den 62. Platz über 15 Kilometer Freistil.